# 2006 QG181
2006 QG181, também escrito como 2006 QG181, é um corpo celeste que é classificado como um centauro, numa classificação estendida de centauros. Ele possui uma magnitude absoluta de 9,0 e tem um diâmetro estimado de cerca de 92 km.

## Descoberta
2006 QG181 foi descoberto no dia 21 de agosto  de 2006.

## Órbita
A órbita de 2006 QG181 tem uma excentricidade de 0,644 e possui um semieixo maior de 57,308 UA. O seu periélio leva o mesmo a uma distância de 20,393 UA em relação ao Sol e seu afélio a 94,223 UA.